# 보령시의 시내버스
보령시의 시내버스는 충청남도 보령시를 중심으로 운행하는 버스를 이용한 대중교통 수단으로, 운수업체로는 대천여객이 유일하다.

## 역사
- 1965년 12월 : 금남여객자동차(현 금남고속)이 창업하여 일반완행버스로 시작하였다.
- 1977년 : 당시 금남여객자동차에서 보령시 지역을 경유하는 일반완행버스 일부노선을 시내버스로 형간전환하였다.
- 1979년 12월 27일 : 금남여객자동차서 보령시내버스가 분리독립하여 대천여객이 설립되었다.
- 2013년 2월 18일 : 노선번호 제도를 도입하기 시작하였다.

## 운임
2021년 2월 기준.
| 종류 | 나이                    | 카드 (원) | 현금 (원) |
| ---- | ----------------------- | --------- | --------- |
| 일반 | 어른 (만 19세 이상)     | 1500      | 1600      |
| 일반 | 청소년 (만 13세 ~ 18세) | 1180      | 1280      |
| 일반 | 어린이 (만 7세 ~ 12세)  | 700       | 800       |

- 보령시는 무료환승제를 실시한다.(하차후 60분 이내에 1회만 가능하다.[1])
- 보령시를 벗어날 경우 추가요금을 내야한다.
- 타 지역 농어촌버스(청양군, 서천군, 부여군, 홍성군, 태안군)와 동일한 노선일 경우에는 환승이 되지 않는다.

## 운수 업체
2014년 12월 기준이다.
| 운행업체 | 보유 노선수 | 면허 대수 | 등록 대수 |
| -------- | ----------- | --------- | --------- |
| 대천여객 | 112         | 59        | 59        |
| 합계     | 112         | 59        | 59        |

## 주요 노선

### 100번대
100	해수욕장 대천항
101	2지구 대천항
102	해망산 대천항 원산도
103	해안도로 강당
103-1 해안도로 대천항
104	여상 삼현리
105	왕대산
106	녹문 여상앞
107	여상
107-2 주공 여상 지장골

### 200번대,300번대
200	동대주공 코아루아파트 송정리
201	동대주공 명천주공 동대휴먼시아 e편한세상.센트럴파크 동대현대
201-1 동대주공 코아루아파트 송정리 홈플러스 동대휴먼시아 동대현대 지장골
203	동대주공 명천주공 동대휴먼시아 세무서
204	한내여중 큰골 청천교 지장골
205	한내여중 큰골
206	대명중(7시 40분,8시)
208	대천고
209 대천여고
300 지장골
301	지장골 e편한세상.센트럴파크 동대현대 동대휴먼시아 홈플러스 송정리 코아루아파트
303	대천중 대명중(5513호만)
305	한내여중

### 400번 단위: 남포 방면
400	월전 (보건소,남포)
401	대섬 (보건소, 남포, 월전)
402	무창포 (보건소, 남포, 월전, 독산2리)
402-1	무창포 (웅천)
402-2	웅천 (독산2리, 무창포)
402-3	웅천 (성동리, 상평)
403	남포 (무창포, 월전)
403-1	무창포 (남포, 월전)
404	소송리 (제석리, 삼현리)
404-1	남포 (제석리, 삼현리, 소송리)
404-2	제석리 (보건소, 남포, 소송리, 삼현리)
405	이주마을 (제석리, 삼현리)
407	밤섬 (봉산, 남포역, 봉촌, 방목)
408	밤섬 (제석리, 삼현리, 소송리, 방목, 수리섬)
409	이천 (보건소, 창동)

### 500번 단위: 웅천 방면
500	무창포 (보건소, 남포, 웅천)
501	무창포 (보건소, 남포, 웅천, 독산2리)
501-1	무창포 (보건소, 남포, 웅천)
503	비인 (보건소, 남포, 웅천, 주산)
504	독산 (보건소, 남포, 웅천)
504-1	독산 (보건소, 남포, 웅천, 황교)
504-2	독산 (보건소, 남포, 웅천, 부사지구)
506	보령댐 (보건소, 남포, 웅천, 주산)
507	증산리 (보건소, 남포, 웅천, 주산)
508	외산 (보건소, 남포, 웅천)
509	대농 (보건소, 남포, 웅천, 주산)
510	판교 (보건소, 남포, 웅천, 주산, 대농, 봉성)
510-1	판교 (보건소, 남포, 웅천, 주산, 봉성, 옥현, 내평재, 대농)
510-2	판교 (보건소, 남포, 웅천, 주산, 봉성, 내평재, 대농)
511	옥현 (보건소, 남포, 웅천, 주산)
512	대농 (보건소, 남포, 웅천, 주산, 상조)
512-1	대농 (보건소, 남포, 웅천, 주산, 상조, 봉성)
513	남심리 (보건소, 남포, 웅천, 주산, 봉성)
514	도흥 (보건소, 남포, 웅천, 주산, 옥현)
514-1	도흥 (보건소, 남포, 웅천, 주산, 봉성)
515	외산 (보건소, 남포, 웅천, 성동리, 수부리)
515-1	주산 (보건소, 남포, 웅천)
516	주산시계 (보건소, 남포, 웅천, 주산)

### 600번 단위: 청라 방면
600	화성 (의평리, 청라, 소양리)
601	청양 (의평리, 청라, 화성)
602	반계 (의평리, 청라, 화성)
602-1	화성 (의평리, 청라, 향천리)
602-2	상중 (의평리, 청라)
602-3	화성 (의평리, 청라, 소양리, 상중)
603	음현 (의평리, 청라)
603-1	명대 (의평리, 청라, 음현리)
604	음현 (의평리, 청라, 상중)
604-1	장골 (의평리, 청라, 향천리, 상중)
605	장골 (의평리, 동보, 가느실)
605-1	향천리 (의평리, 동보)
606	화성 (의평리, 청라, 향천리)
606-1	음현 (의평리, 청라, 향천리)
607	명대 (보령아산병원)
607-1	화강리 (보령아산병원, 돌머루, 명대, 신산)
607-2	화성 (보령아산병원, 신산)
608	음현 (보령아산병원, 신산)
608-1	화강리 (보령아산병원, 신산)
608-2	화강리 (보령아산병원, 장현초, 신산)
608-3	장현 (보령아산병원, 돌머루, 신산)
608-4	음현 (보령아산병원, 장현초, 신산)

### 700번 단위: 주교, 오천, 천북 방면
700	광천 (주교, 주포, 청소)
701	오천 (주교, 주포)
701-1	오천 (청소, 도미항, 오천, 영보리, 석소탕)
702	광천 (주교, 주포, 청소, 원죽, 재정리)
702-1	재정리 (주교, 주포, 청소, 원죽)
702-2	재정리 (주교, 주포, 청소, 광천, 원죽)
702-3	광천 (주교, 주포, 청소, 재정리)
703	송덕 (주교, 주포, 청소)
704	성연리 (주교, 주포, 청소)
705	연지리 (주교, 관산리, 주포)
706	송덕 (주교, 주포, 장곡, 청소)
707	여수해 (주교, 주포, 여수해, 관산리)
708	안산 (창미, 은포리)
708-1	은포리 (창미, 팔봉)
709	송도 (창미, 은포리, 안산, 발전소)
709-1	은포리 (창미, 안산, 발전소)
709-2	발전소 (창미, 팔봉, 은포리)
709-3	지장골 (여고, 파레스삼거리)
710	발전소 (주교, 고정리)
710-1	오천 (주교, 주포)
711	영보리(주교, 주포, 오천)
711-1	장은리 (주교, 고정리, 발전소, 오천, 천북)
711-2	시내 (대천고, 현대아파트, 주공)
712	천북 (주교, 고정리, 발전소, 오천)
713	송도 (주교, 고정리, 발전소)
713-1	빙도 (주교, 고정리, 발전소, 오천)
714	오천 (주교, 발전소, 교성리, 솟재)
714-1	오천 (주교, 고정리, 발전소)
715	오천 (주교, 주포)
716	솟재 (주교, 주포, 오천)
716-1	광천 (석소탕, 영보리, 오천, 도미항, 청소)
717	장은리 (주교, 주포, 오천, 천북)
717-1	천북 (주교, 주포, 오천)
718	사호리 (주교, 발전소, 오천, 천북, 학성리)
718-1	학성리 (주교, 주포, 오천, 천북)
719	흥화아파트 (여고)
720	여수해 (주교, 주포, 교성리)
721	오천 (주교, 주포, 천북)
722	신대리 (여고)

### 800번 단위: 성주 방면
800	대농 (시청앞, 성주, 봉성, 남십리, 상조)
800-1	대농 (시청앞, 성주, 개화리, 도화담, 외산, 봉성, 옥현)
800-2	옥현 (시청앞, 성주, 개화리, 도화담, 봉성)
801	옥현 (주공, 휴먼시아, 한내여중, 성주, 상조, 대농)
801-1	대농 (시청앞, 성주, 옥현)
801-2	상조 (시청앞, 성주, 봉성, 남십리)
802	대농 (시청앞, 성주, 상조, 봉성, 내평재)
803	양지뜸 (시청앞, 성주, 봉성, 대농, 풍산리)
803-1	수부리 (남포, 웅천, 성동리, 상평)
804	외산 (시청앞, 성주, 개화리, 도화담)
804-1	웅천 (도화담, 개화리, 수부리)
805	마동 (시청앞, 성주, 개화리, 도화담, 외산)
806	먹방 (시청앞, 성주, 백운사)
806-1	백운사 (시청앞, 성주, 먹방삼거리)
807	먹방 (주공, 휴먼시아, 한내여중, 성주, 먹방삼거리)
807-1	백운사 (시청앞, 성주, 먹방)
807-2	먹방 (시청앞, 성주, 먹방삼거리)
808	심원동 (시청앞, 성주, 먹방, 백운사)
809	도흥 (시청앞, 성주, 개화리, 도화담, 풍년동, 옥현, 봉성)
810	상조 (시청앞, 성주, 개화리, 도화담, 도흥, 봉성,풍년동, 내평재)
810-1	외산 (도화담삼거리)

### 900번 단위: 대천 방면
900	대천행 (시내)
901	시내 (대천항, 해수욕장, 대천역, 터미널)